# Hallebygård
Hallebygård ved Tissø er dannet af Store Hallebygård og Lille Hallebygård i 1800 af G. F. Lerche til Lerchenborg Gods. Gården ligger i Buerup Sogn, Kalundborg Kommune.
Hallebygaard Gods er på 156 hektar

## Ejere af Hallebygård
- (1800-1804) Georg Flemming Lerche
- (1804-1836) Christian Cornelius Lerche
- (1836-1856) A. Lemvigh
- (1856-1862) P. Andersen
- (1862-1906) Georg Konstantin Thøgersen
- (1906-1911) Juliane Thøgersen (Enke)
- (1911-1914) Slægten Thøgersen
- (1914-1918) M. B. Buhl
- (1918-1920) Brdr. Jacobsen
- (1920-1926) D. Larsen
- (1926-1966) Jens Frielieb Smidth
- (1966-1998) Torben Philip Smidth
- (1998-2001) Torben Philip Smidth / Lars Smidth
- (2001-2011) Lars Smidth
- (2011-) Peter Vagn-Jensen